# ابن مقفع
ابومحمد عبدالله ابن مقفع با نام اصلی روزبه پور داذویه معروف به اِبْنِ مُقَفَّع (زادهٔ ۱۰۶ در جور  فیروز آباد کنونی – درگذشتهٔ ۱۴۲ هجری قمری در بغداد) نویسنده و مترجم ایرانی آثار پارسی میانه به زبان عربی ساکن بصره بود. او با کنیهٔ «أبی محمد» نیز شناخته می‌شد. ابن مقفع از برجسته‌ترین نمایندگان تفکر علمی در سدهٔ دوم هجری است.
روزبه کتاب‌های زیادی از پارسی میانه به عربی برگرداند. از میان کتاب‌هایی که روزبه ترجمه کرد می‌توان از کلیله و دمنه، تاجنامهٔ انوشیروان، آیین‌نامه، سخنوری بزرگ (الأدب الکبیر) و سخنوری خُرد (الأدب الصغیر) نام برد.
تاجنامهٔ انوشیروان، با نام یادداشت های خسرو انوشیروان به پژوهش رحیم زاده صفوی منتشره شده
تنها ترجمه کلیله و دمنه توسط   نصرالله منشی  از روی ترجمه عربی ابن مقفع در دست هست.
بیمارستان روزبه در تهران به افتخار او نام گذاری شده است. 

## منبع‌شناسی
در کتاب‌های کهن، زندگی‌نامه‌ای که در خور این شخصیت مشهور باشد، نیامده‌است و نیز تا چندی دو اثر عمده که در واقع تنها منابع مفید دربارهٔ اوست و با اندکی تفصیل به شرح گوشه‌هایی از زندگی اجتماعی و کشمکش‌های سیاسی او پرداخته‌اند، در دسترس نخستین محققان نبود. این دو اثر، عبارتند از انساب الاشراف اثر بُلاذَری و الوزراء و الکتاب اثر جهشیاری. گزارش ابن اعثم با آن که بر جهشیاری مقدم است، به سودمندی این دو منبع نیست. با این همه بخش اعظم روایات این دو کتاب، با انشایی متفاوت و اندکی اختلاف در وفیات الاعیان اثر ابن خلکان گرد آمده‌است و مؤلفان پسین‌تر که کمابیش همیشه از او استفاده کرده‌اند، هرچند در این بخش از روایات از جادهٔ صواب دور نیافتاده‌اند، اما در بیان جزئیات و ربط حوادث به یکدیگر دچار سرگردانی شده‌اند. نمونهٔ بارز این نقص را در کار گابریلی می‌توان دید. او که در ۱۹۳۱–۱۹۳۲ میلادی به تألیف مقاله‌اش مشغول بود، در درجهٔ نخست، از وفیات ابن‌خلکان استفاده کرد. سپس توده‌ای از روایات دستِ‌دومی را به کار گرفت، که بیشتر مشکوک و موردِبحث اند. پس از آن از آثار کسان دیگری چون ابن ندیم، ابن جوزی، صفدی، ابوالفرج اصفهانی، و ابن قتیبه بهره جست. در ۱۹۵۴ میلادی دومینیک سورده که دو منبع اساسی مذکور را یافته‌بود، به تکمیل مقالهٔ گابریلی پرداخت و نظر به توجهی که به مسائل تاریخی داشت، توانست از این دو منبع و برخی قراینِ تاریخی شرح حال نسبتاً روشنی از ابن مقفع به دست دهد.
این نقص، البته، در کتاب‌های شرقی نیز آشکار است. از جمله، در مقالهٔ مفصل عباس اقبال آشتیانی جای آن دو منبع خالی است. در شرق، پژوهش دربارهٔ ابن‌مقفع در حقیقت با همین اثر که در مجلهٔ کاوه منتشر شد، آغاز شد. اقبال علاوه بر منابع معمول عربی، خاصه وفیات ابن‌خلکان، از آثار فارسی کهن، چون تاریخ طبرستان اثر ابن اسفندیار نیز استفاده کرد، اما او دو منبع اصلی (بلاذری و جهشیاری) و چندین اثر دیگر را که بعدها منتشر شدند، ندیده‌بود. از این رو، به‌رغم شیوهٔ نیکو در کار تحقیق و بهره‌گیری از پژوهش‌های خاورشناسان، کار او چنان‌که مینوی اشاره می‌کند، از نقص خالی نماند. کتاب ابن المقفع خلیل مردم بک که ۴ سال بعد یعنی در ۱۹۳۰ میلادی چاپ شد، چیز عمده‌ای بر اطلاعات گذشته نیفزود. در ابن المقفع محمد سلیم الجندی (۱۹۳۶ م) اطلاعات جدید اندک است، اما تحلیل زندگی و آثار ابن مقفع آغاز می‌شود. عبداللطیف حمزه، عمده‌ترین منابع و نیز کتاب اقبال و منابع فارسی او را دیده و شرح حال نسبتاً خوبی، همراه با تحلیل‌ها و اظهار نظرهای شخصی فراوان ارائه داده‌است و ضمناً به آثار او نیز پرداخته‌است، اما بحث‌های جانبی در اثر او بیشتر است.
در مقالهٔ مفصل محمد کردعلی (۱۹۴۸ م)، اظهار نظرهای نویسنده بیشتر جلب توجه می‌کند. کتاب ابن المقفع عمر فروخ (۱۹۴۹ م) سخن تازه‌ای ندارد. حنا فاخوری در کتابش، تاریخ ادبیات، مقاله‌ای دارد که با اندکی تغییر در کتاب ابن المقفع او (۱۹۵۷ م) تکرار شده‌است. محمد غفرانی خراسانی، ابن مقفع را موضوع رسالهٔ فوق‌لیسانس خود قرار داد و در ۱۹۶۵ میلادی کتابی منتشر کرد، که بی‌گمان بهترین کتابی است که تا کنون در شرق، دربارهٔ ابن مقفع تألیف شده‌است. او توانسته‌است کمابیش همهٔ منابع نو و کهنهٔ عربی و فارسی را بررسد و به شیوهٔ خود و برحسب نظرات و اعتقادات خود، آن‌ها را در بوتهٔ نقادی افکند. شهامت او، با توجه به این که کتابش در مصر چاپ شده، در ردّ نظرات مشاهیری چون طه حسین و عزّام در خور توجه است.

## نام و خانواده
نام پدر ابن مقفع در واقع داذویه بود، هرچند که گاه، داذویه به داذبه تحریف شده‌است. ابن‌ندیم نام اسلامی پدر او را مبارک ذکر کرده که گویی ترجمهٔ عربی روزبه است، اما زبیدی در تاج العروس او را داذجُشنش (داد گُشنسب) خوانده‌است. با این همه مینوی معتقد است که نام عبدالله، پیش از مسلمان شدن، داذبه بوده که به روزبه تصحیف گشته‌است. پدرش نیز داذجشنس (= داذگشنسپ که مخفف آن داذویه است) نام داشته‌است. داذویه که از اعیان و اصیل‌زادگان پارس بود، زمانی که حجاج بن یوسف بر عراق حکم می‌راند، از جانب او مأمور خراج پارس شد، اما در کار اموال، ناروایی کرد و حجاج او را چندان شکنجه داد تا دستش «مقفع» (ناقص و تُرنجیده) شد.
گاهی، به جای حجاج، نام خالد بن عبدالله قسری را آورده‌اند و مأمور عذاب او را نیز یوسف بن عمر ثقفی خوانده‌اند، اما نتیجهٔ روایت در هر حال یکی است. واژهٔ «مقفع» لقبی برای داذویه شد و فرزندش روزبه، ابن مقفع خوانده شد. ابن مقفع تا زمانی که اسلام نیاورده بود، همچنان به روزبه معروف بود و ابوعمرو کنیه داشت. پس از گرویدن به اسلام، نام عبدالله و کنیهٔ ابومحمد را برگزید.

## زندگی
گویا روزبه در جور (= گور) که همان فیروزآباد فارس باشد، زاده شد. او هنوز کودک بود که با پدرش به بصره رفت. پدر به تربیتش همت گماشت، ادبا را گرد او جمع می‌آورد یا او را به مجالس ایشان می‌برد، سپس دو مرد بدوی به نام‌های ابوالغول و ابوالجاموس را که از فصحای عرب بودند و پیوسته به بصره می‌رفتند، به آموزش او گمارد. ابن مقفع علاوه بر دانشِ ظاهراً گسترده‌ای که از زبان پارسیگ در پارس کسب کرده‌بود، عربی را از زبان فصیحان و ادیبان عرب چنان آموخت که خود در صف فصیحان نشست. چند نکتهٔ مزاح‌آمیزی که بلاذری به او نسبت داده، بیش‌تر به توجه او به لغات و فصاحت دلالت دارد.
به‌گمان پیش از سال ۱۲۶ قمری (۷۴۴ میلادی) مسیح بن حواری، حکومت شاپور داشته و ابن مقفع نزد او به دبیری مشغول بوده‌است. سپس عبدالله بن عمر بن عبدالعزیز، والی عراق (۱۲۶ ق) مسیح را از حکومت عزل کرده، سفیان بن معاویه مهلبی را به جایش گماشت و سفیان عازم مرکز مأموریت خود شد. اما مسیح که از مسلط نبودن خلیفه بر آن دیار و آشوب‌های بخش شرقی آگاه بود، از واگذاشتن ولایت به سفیان سرباز زد و پیشنهاد کرد که یا ۵۰۰ هزار درهم بستاند و بازگردد، یا همین مال را بپردازد و بر کرسی حکومت نشیند. سفیان نپذیرفت، ولی ابن مقفع که ظاهراً رابط میان این دو بود، کار را چندان به درازا کشاند تا مسیح توانست با کردانی که در این شهر قدرت داشتند و نیز یاران خود مکاتبه کرده، گروهی گرد خود جمع کند. چون نیرومند شد، از سفیان خواست که بازگردد. در نزاعی که میان دو مرد درگرفت، مسیح توانست به ضربه‌ای، ترقوهٔ سفیان را بشکند. سفیان به دورق در مرز خوزستان گریخت و کینهٔ ابن مقفع را به دل گرفت. این اطلاعاتِ دقیق را جهشیاری داده‌است که در هیچ‌جای دیگر یافت نمی‌شود و ملاحظه می‌شود که در توضیح قتل ابن مقفع چقدر سودمند خواهد بود.
سرانجام پس از آن که در ۱۲۹ قمری مسیح از شاپور رانده‌شد، ابن مقفع چندی در کرمان زیست. این سخن از آن جا دانسته می‌شود که به‌گفتهٔ جهشیاری او در کرمان دبیر داوود بن یزید ابن عمر بن هبیره بود و در آن زمان ثروت کلانی به چنگ آورد. گزارش بلاذری در کتاب فتوح قابل‌تأمل است. به‌گفتهٔ او «چون صالح بن عبدالرحمان متصدی خراج عراق شد (۹۶ ق/۷۱۵ م)، ابن مقفع از جانب او امر خراج خوردهٔ دجله، یا به‌قولی، بهقباذ را به عهده گرفت و مالی بیاورد و نامهٔ خویش را بر پوستی نوشت و آن را به زعفران بیندود. راوی گوید: «سبب آن است که وی را بر امور عجم آشنایی تمام بود». راست است که از آداب‌دانی ابن مقفع چنین ظرافتی بعید نیست، اما اگر بپذیریم که او در ۱۰۶ قمری (۷۲۴ م) زاده شده‌است، تاریخ مذکور ۱۰ سال پیش از تولد ابن مقفع خواهد بود. در این صورت باید در روایت بلاذری تردید کرد. اقبال بی‌آن که به این نکته توجه کند، گزارش بلاذری را پذیرفته و نقل کرده‌است.
بی‌گمان او دیرزمانی در کرمان نماند، زیرا جنگ‌های پی‌درپی ابومسلم و چند امیر طرفدار عباسیان، به سرعت همهٔ ایران را فراگرفت و در ۱۳۲ قمری، دولت اموی فروریخت. بزرگان این دولت، برخی کشته شدند، برخی پنهان گشتند و بسیاری نیز عفو و در مقام خود ابقا شدند. در این میان ابن مقفع در امان ماند، اما کرمان را ترک گفت و به بصره روی آورد و آن جا، چنان‌که از مجموعهٔ روایات برمی‌آید، در آسایش و فراخی زیست و با بزرگان به رفت‌وآمد پرداخت و با معن بن زائده، مسلم بن قتیبه، عمارة بن حمزه، ابن ابی لیلی و ابن شبرمه دوست شد. افزون بر این، برخی به دوستی بسیار نزدیک او با عبدالحمید کاتب نیز اشاره کرده‌اند. داستان این دوستی را که چگونگی آن بر ما پوشیده‌است و در اصل آن نیز به سبب بُعد مسافت دو نویسنده می‌توان تردید کرد، جهشیاری (ص ۵۲) و ابن خلکان (۳/۲۳۱) آورده‌اند و سپس، کمابیش همهٔ نویسندگان شرقی، از اقبال (ص ۲۲) به بعد، آن را پذیرفته و نقل کرده‌اند. ساخت افسانه‌گون و اغراق‌آمیز روایت و نیز استبعاد سفر ابن مقفع به شمال میان‌رودان، یا فرودآمدن عبدالحمید تا بصره در آن احوال پرآشوب، موجب تردید در صحت این روایت می‌شود.
در بصره، ابن مقفع به خدمت خاندانی عباسی، یعنی آل علی بن عبدالله عم‌ّ خلیفهٔ منصور درآمد و از میان آن خانواده، بیش‌تر به عیسی ابن علی متمایل بود. بدین سان ملاحظه می‌شود که او از امویان برید و به عباسیان پیوست، اما در این پیوند هم خللی پدیدار است، زیرا این خاندان از طریق عبدالله بن علی که بر منصور شورید، مدعی خلافت بودند و منصور نیز به زحمت نگرانی خویش را از ایشان پنهان می‌داشت. در هر حال ابن مقفع به نوعی دبیر رسمی ایشان گردید و شاید به قول جاحظ آموزش فرزندان سلیمان بن علی را هم به عهده گرفت.
در همین زمان بود که ابن مقفع، خواه از سر صدق و خواه به ملاحظات اجتماعی و سیاسی، آیین‌هایی را که بدان پای‌بند بود، فروگذاشت و به اسلام گروید و ابومحمد عبدالله خوانده شد. اما راویان گذشته خواسته‌اند که برای این کار نیز سببی ملموس و در عین حال شورانگیز بیان کنند. از این رو برخی گفته‌اند که او روزی از کنار مکتبی می‌گذشت، کودکی به آواز بلند می‌خواند: «اَلَمْ نَجْعَلِ الاْرْضَ مِهاداً…». بازایستاد تا کودک سورهٔ نبأ را تمام کرد. گفت: «الحق که این سخن مخلوق نیست». سرانجام ابن مقفع اسلام آورد. او حدود ۱۰ سال در اسلام زیست و به‌گمان در همین دوره بود که همه یا بیش‌تر آثارش را تألیف کرد. از این دوره چند حکایت و روایت در دست است که شخصیت و برخی از گوشه‌های زندگی او را باز می‌نماید، اما در بازسازی زندگی او در خلال این مدت چندان کمک نمی‌کند.
سرانجام در سال ۱۴۲ هجری به دستور خلیفه و به دست سفیان بن معاویه، عامل بصره، به وضعی بسیار فجیع و وحشیانه کشته شد.

## عقاید
بی‌دینی او از مطالعهٔ باب برزویه طبیب که به نظر می‌رسد خود، آن را به کلیله و دمنه افزوده‌است به‌خوبی آشکار می‌شود: «... به‌هیچ تأویل درد خویش درمان نیافتم و روشن شد که پای سخن ایشان (اهل دین) بر هوا بود…» ابن مقفع در جریان نهضت فرهنگی زمان عباسیان نقشی بسیار مهم و اساسی داشت. او برای آماده ساختن زمینه‌های بحث و تحقیق در امور فلسفی، ابتدا کتاب‌های مرقیون و ابن دیصان و مانی را به عربی ترجمه کرد.
بعضی ادعا می‌کنند که ابن مقفع فقط در ظاهر مسلمان شده و در واقع کماکان زرتشتی باقی مانده بود. بعضی نیز ادعا می‌کنند که عقاید زندیقی داشته‌است. از مهدی خلیفه نقل است (به مضمون) که «کتابی در زندقه ندیدم که با ابن مقفع ارتباطی نداشته باشد».

## آثار و فعالیت‌ها
روزبه کتاب‌های زیادی از پارسی میانه به عربی برگرداند. از میان کتاب‌هایی که روزبه ترجمه کرد، می‌توان از کلیله و دمنه، تاجنامه انوشیروان، آیین‌نامه، سخنوری بزرگ (الأدب الکبیر) و سخنوری خُرد (الأدب الصغیر) نام برد. نثر عربی ابن مقفع بسیار شیوا بود و سرمشق سخن‌دانان و نویسندگان عربی‌نویس و عربی‌زبان. ترجمه‌های او از بهترین آثار ادبی و اخلاقی زبان عربی شمرده می‌شوند.
روزبه نخستین کسی است که رسماً آثاری به نثر عربی نوشت. آثار او در بعضی دانشگاه‌های جهان، از جمله دانشگاه‌های کشورهای عرب مانند دانشگاه قاهره، به‌عنوان نمونه‌های خوب و شیوایی از نثر عربی بررسی می‌شوند.
آثار او عبارت‌اند از:
- کلیله و دمنه
- الأدب الکبیر
- الأدب الصغیر و المنطق
- سیرالملوک (ترجمه عربی خداینامه)
- نامهٔ تنسر
- عجائب سجستان (ترجمهٔ ریکیهای سگستان) که عمدتاً از فارسی میانه به عربی ترجمه کرده‌است.
- الدرهٔ الثمینهٔ والجوهرهٔ المکنونهٔ
- مزدک
- باری ترمینیاس
- أنالوطیقا ـ تحلیل القیاس

آیین‌نامه- فی عادات الفرس
- التاج ـ فی سیرهٔ أنو شروان

- میلیهٔ سامی ووشتاتی حسام وعمرانی نوفل
- رسالهٔ الصحابهٔ

## سیمای فرهنگی ابن مقفع
به نظر می‌رسد ابن مقفع شخصی مشکل‌پسند، با آداب شسته-رفته بود. هم رسوم فرهنگ کهن نجابت ایرانی را داشت و هم ارزش‌های جامعه عربی را رعایت می‌کرد.
سیمای فرهنگی ابن مقفع با همهٔ آوازه‌مندی، در هاله‌ای از ابهام است. انسان دوستی، اخلاق، آداب‌دانی، خوش‌زبانی و زیبارویی همه در زندگی کاملاً مرفه او جمع آمده بود. ابن مقفع مردی آزاده و آزاده‌اندیش بود. فضایل اخلاقی و ارزش‌های شخصی او در حدی بوده که کار پژوهشگران را دشوار ساخته‌است و باعث شده آنان دربارهٔ او به اختلاف دچار گشته و او را در دو قطب متضاد، دین‌داری کامل و الحاد مطلق جای دهند. زندگی اخلاقی او و وقار و احتشام عباداتش چنان است، که محققاً مسلمان به دشواری می‌تواند او را از دین خویش خارج بداند. با این همه تهی بودن آثار او از دفاع مستقیم از اسلام و شریعت، شوخ‌چشمی‌های گاه‌به‌گاه او و به خصوص هم‌نشینی با متهمان به زندقه، باعث می‌شود که گروهی دیگر به زندیق بودن او حکم کنند. شاید پس از ترجمانی و زبان‌دانی و ادبیّت، بحث‌انگیزترین موضوع دربارهٔ ابن مقفع، طرح «زندقه» در مورد اوست. او همچنین از بزرگ‌ترین راهبران نهضت ترجمه در سده‌های نخستین اسلامی است و از این حیث تأثیری ژرف و بی‌مانند بر تمدن مسلمانان نهاده‌است.

## مرگ
گرچه ابن مقفع نزد مصاحبان موردِعلاقهٔ خود شوخ‌طبع بود قابلیت این را داشت که نزد کسانی که به آن‌ها اهمیت نمی‌داد مغرور و موهن باشد و در واقع او متمایل بود به استهزا و تحقیر کسانی که او را خشنود نمی‌ساختند بپردازد. یکی از قربانیان تمسخر و توهین او سفیان ابن معاویه بود که پس از توهین ابن مقفع به منصور، فرصتی برای انتقام به دست آورد. هنگامی که عبدالله ابن علی بر منصور شورید و مغلوب گشت، به او اجازه داده‌شد نزد سلیمان بماند. وقتی که خلیفه به موقعیت قوی‌تری دست پیدا کرد اما تصمیم بر این گرفت تا این گفتهٔ پیشین خود را نقض کند. وقتی سلیمان که دلواپس عبدالله بود، برایش امان خواست، متن امان‌نامه را ابن مقفع برای منصور نوشت تا منصور آن را امضا کند. این نامه به نظر منصور گستاخانه آمد و او را به خشم آورد. در نتیجه به سفیان اجازه داد تا به عنوان انتقام ابن مقفع را بکشد (گفته می‌شود با شکنجه). احتمالاً منصور، در ابن مقفع همان بلندپروازی‌های سیاسی را می‌دید که در نزد بنو علی مشاهده می‌کرد. بی‌دینی موردِادعا در مورد ابن مقفع یا هیچ نقشی در سقوط او نداشت یا نقشی ناچیز داشت. مانویت هنوز به اندازهٔ دوران حکومت ابوعبدالله محمد مهدی، خلیفهٔ عباسی فتنه‌آمیز محسوب نمی‌شد؛ و نیاز به منشیان دربار از نیاز به قرائت دینی واحد بیشتر احساس می‌شد.
ابن اسفندیار در کتاب خود، تاریخ طبرستان در باب کشته شدن ابن مقفع چنین آورده: 
 «و می‌گویند آخر کار او خلیفه را معلوم کردند که او روزی به آتشکدهٔ مجوس برمی‌گذشت، روی بدو کرد و این بیت گفت:
یَا بَیْتَ عَاتِکَةَ الَّذِی اَتَعَزَّلُ حَذَرَ العِدَی وَ بِهِ الْفُؤَادُ مُوَآَّلُ

گفت هنوز اسلام او درست نیست به تنور نهادند و بسوختند.»
عبدالحسین زرین‌کوب در کتاب دو قرن سکوت این واقعه را اینچنین نقل کرده‌است:
 حاکم بصره، سفیان بن معاویه، نویسندهٔ زندیق را فرو گرفت و فرمان داد تنوری افروختند و اندام وی را یک یک بریدند و پیش چشم او به آتش انداختند.